# 國防部全民防衛動員署

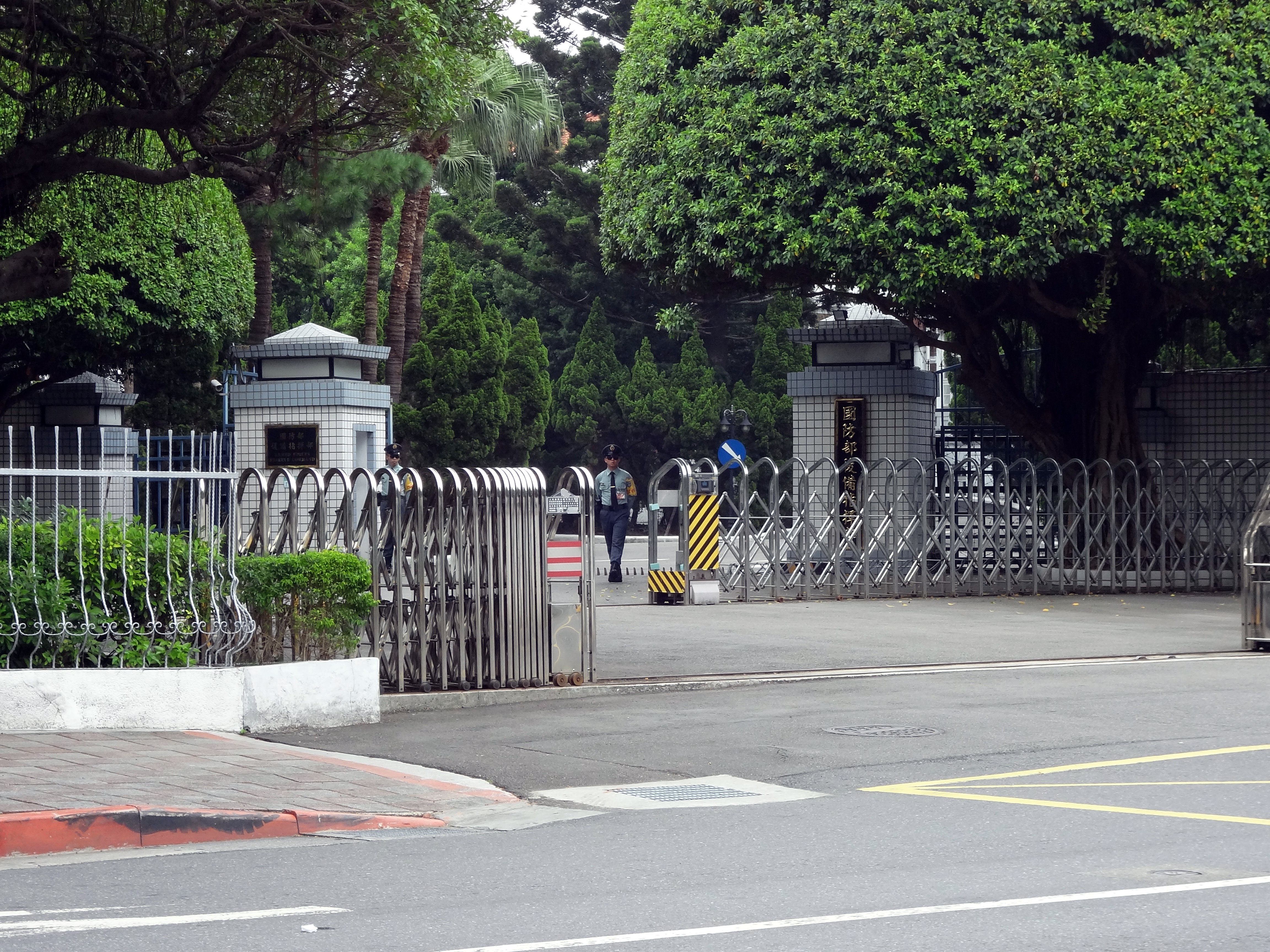
位於國防部忠愛營區的全民防衛動員署

國防部全民防衛動員署（英語：All-Out Defense Mobilization Agency，AODMA），簡稱動員署或全動署，是中華民國國防部直屬機關，2022年1月1日成立，下轄編有後備指揮部。主要任務為持續精進教育召集軍事訓練並提升中華民國國軍後備部隊戰力、建立橫向跨部會合作機制、修訂後備軍事動員計畫。

## 歷史
- 1942年3月29日，國民政府公布《國家總動員法》設置「國家總動員會」，負責物資之管制與徵用、人力之管制與徵用、自由之限制、計畫之擬定等等。5月5日，國民政府令，《國家總動員法》施行；後來此法成為臺灣省戒嚴令時期限制自由的法規之一。
- 1955年，國防部成立「國防部參謀本部動員局」（1966年裁撤）。
- 1972年，國防部以任務編組成立「國防部總動員綜合作業室」。
- 1991年5月1日，時任中華民國總統李登輝依據國民大會之決議廢止《動員戡亂時期臨時條款》，動員戡亂時期結束。
- 1997年5月28日，行政院令，訂定發布《全民防衛動員準備實施辦法》，設立「中央全民防衛動員準備業務會報」，將國家總動員業務全面調整為全民防衛動員準備業務；同時國防部總動員綜合作業室改組為「國防部全民防衛動員綜合作業室」。
- 2001年11月14日，總統令，公布施行《全民防衛動員準備法》。12月27日，行政院令廢止《全民防衛動員準備實施辦法》。
- 2002年6月3日，行政院將中央全民防衛動員準備業務會報改為「行政院全民防衛動員準備業務會報」，由國防部擔任秘書單位。同年《國防部組織法》修法後將「全民防衛動員綜合作業室」與「參謀本部作戰參謀次長室軍事動員處」合併成「國防部後備事務司」。[2]
- 2004年1月7日，總統令，公布廢止《國家總動員法》。
- 2013年《國防部組織法》修改後，國防部後備事務司更名為「國防部全民防衛動員室」。
- 2021年6月9日，總統令，修正公布《國防部組織法》、制定公布《國防部全民防衛動員署組織法》，規定國防部增設「國防部全民防衛動員署」。12月30日，國防部舉辦「國防部全民防衛動員署」揭牌典禮[3][4]。
- 2022年1月1日，國防部全民防衛動員室、國防部參謀本部作戰計畫室整併為「國防部全民防衛動員署」。

## 歷任首長

### 署長
| 任別   | 任職期間                     | 姓名   | 備註 |
| ------ | ---------------------------- | ------ | --- |
| 第一任 | 2022年1月1日－ 2025年1月15日 | 白捷隆 | 國立成功大學土木系學士、陸軍官校73年班（雙學士），陸軍退役中將 透過公務員考試轉任文官，曾任國防部資源規劃司司長                                         |
| 第二任 | 2025年1月16日－ 現任         | 李定中 | 裝甲兵科出身、陸軍官校民國77年班，陸軍現役中將，曾任參謀本部副參謀總長、金門防衛司令部指揮官、陸軍司令部計畫處處長、北測中心指揮官、裝甲584旅旅長等職。 |

### 副署長
副署長兼任執行長（文職）
| 任別   | 任職期間           | 姓名   | 備註                                                                      |
| ------ | ------------------ | ------ | ------------------------------------------------------------------------- |
| 第一任 | 2022年2月15日—現任 | 林純玫 | 普通行政文官出身 曾任國防部法律事務司司長、國軍官兵權益保障委員會主任委員 |

副署長（文職）
| 任別   | 任職期間            | 姓名   | 備註                                            |
| ------ | ------------------- | ------ | ----------------------------------------------- |
| 第一任 | 2022年1月26日－現任 | 戴天鵬 | 文職簡任第十二職等缺 曾任國防部法律事務司副司長 |

副署長（軍職）
| 任別   | 任職期間 | 姓名   | 備註       |
| ------ | -------- | ------ | ---------- |
| 第一任 | 現任     | 馬家龍 | 軍職少將缺 |

## 組織編制

### 署本部[6]
- 署長1人（軍文併用，比照簡任第十四職等或中將）
  - 副署長兼執行長1人（簡任第十三職等）
  - 副署長2人（其中一人職務列簡任第十二職等；另一人職務列少將）
  - 處長4人（簡任第十一職等或少將）
  - 副處長4人（簡任第十職等或上校）
  - 專門委員7人（薦任第九職等至簡任第十職等或中校、上校）
    - 科長11人、主任1人（薦任第九職等或上校）
    - 視察18人、秘書1人（薦任第八職等至第九職等或中校）
    - 專員20人（薦任第七職等至第八職等或少校、中校）
    - 科員21人（委任第五職等或薦任第六職等至第七職等或中尉、上尉、少校）
      - 辦事員2人（委任第三職等至第五職等）
      - 書記1人（委任第一職等至第三職等）

業務單位
- 署長室
- 人力動員處：分二科辦事。
- 物力動員處：分三科辦事。
- 動員管理處：分三科辦事。
- 動員綜合處：分三科辦事。
- 主計室

### 所屬機構及部隊
- 後備指揮部

資料來源：立法院公報、全國法規資料庫

## 外部連結
- 全民防衛動員 （页面存档备份，存于）（繁體中文）R.O.C Armed Forces Reserve Command（英文）